# Hvidovre Kirke
På Hvidovre Kirkes tårn og over våbenhusets dør findes to malede kongekroner, der stammer fra Vesterport. Denne blev revet ned omkring 1857, hvorefter kronerne, uvist af hvilken grund, kort tid efter kom til Hvidovre.
- Tårn fra 1790.
- Set fra nord.

- Krone fra Vesterport.
- Kirkegård.

## Eksterne kilder og henvisninger
- Wikimedia Commons har flere filer relateret til Hvidovre Kirke
- Hvidovre Kirke hos KortTilKirken.dk
- Hvidovre Kirke hos danmarkskirker.natmus.dk (Danmarks Kirker, Nationalmuseet)